# Ilan Lejbovič
Ilan Lejbovič (hebrejsky: אילן ליבוביץ) je izraelský politik a bývalý poslanec Knesetu za stranu Šinuj.

## Biografie
Narodil se 25. ledna 1967 ve městě Rechovot. Sloužil v izraelské armádě. Vystudoval mezinárodní vztahy a politologii v bakalářském programu na Hebrejské univerzitě. Následovalo studium práva na College of Management. Hovoří hebrejsky, rumunsky a anglicky.

## Politická dráha
Byl předsedou organizace Menucha Nechona Rechovot. V Rechovotu byl v roce 1998 členem vedení společnosti pro komunitní centra.
V izraelském parlamentu zasedl po volbách do Knesetu v roce 2003, v nichž nastupoval za stranu Šinuj. Byl členem výboru pro zahraniční záležitosti a obranu, výboru pro status žen, výboru pro zahraniční dělníky, výboru pro drogové závislosti, výboru pro ekonomické záležitosti, výboru státní kontroly a výboru pro televizi a rozhlas.
Ke konci volebního období došlo ve straně Šinuj k rozkolu, při kterém ji opustila většina poslaneckého klubu a založila novou politickou formaci Chec. Lejbovič ale zůstal jako jeden z mála poslanců v původní straně. V následujících volbách do Knesetu v roce 2006 ovšem Šinuj nezískala dost hlasů pro přidělení mandátu.